# Huuscht
Huuscht är en kulle i Luxemburg. Den ligger i kommunen Parc Hosingen, i den norra delen av landet, 46 kilometer norr om staden Luxemburg. Toppen på Huuscht är 515 meter över havet.